# Сасо ди Сото (Алесандрија)
Сасо ди Сото је насеље у Италији у округу Алесандрија, региону Пијемонт.
Према процени из 2011. у насељу је живело 15 становника. Насеље се налази на надморској висини од 494 м.